# 217 p.n.e.
| [ Edytuj tabelę ] |                                                                                 |
| Król Baktrii      | - 230 p.n.e. Eutydemos 200 p.n.e.                                               |
| Król Bitynii      | - 229 p.n.e. Prusjasz I 182 p.n.e.                                              |
| Cesarz Chin       | - 221 p.n.e. Qin Shi Huang 210 p.n.e.                                           |
| Władca Egiptu     | - 221 p.n.e. Ptolemeusz IV 204 p.n.e.                                           |
| Król Ilirii       | - 230 p.n.e. Pinnes 217 p.n.e.                                                  |
| Król Kapadocji    | - 220 p.n.e. Ariarates IV 163 p.n.e.                                            |
| Władca Korei      | - 220 p.n.e. Jun 194 p.n.e.                                                     |
| Król Macedonii    | - 221 p.n.e. Filip V 179 p.n.e.                                                 |
| Król Partów       | - 247 p.n.e. Arsakes 217 p.n.e. - 217 p.n.e. Arsakes II 191 p.n.e.              |
| Władca Pergamonu  | - 241 p.n.e. Attalos I 197 p.n.e.                                               |
| Król Pontu        | - 220 p.n.e. Mitrydates III 185 p.n.e.                                          |
| Dyktator Rzymu    | - 217 p.n.e. Kwintus Fabiusz 217 p.n.e. - 217 p.n.e. Minucjusz Rufus 217 p.n.e. |
| Władca Seleucydów | - 223 p.n.e. Antioch III Wielki 187 p.n.e.                                      |
| Król Sparty       | - 219 p.n.e. Agesipolis III 215 p.n.e. - 219 p.n.e. Likurg 211 p.n.e.           |
| Tyran Syrakuz     | - 275 p.n.e. Hieron II 215 p.n.e.                                               |

Rok 217 p.n.e.
stulecia: IV wiek p.n.e. ~
III wiek p.n.e. ~
II wiek p.n.e.

lata: 227 p.n.e. «
221 p.n.e. «
220 p.n.e. «
219 p.n.e. «
218 p.n.e. «
217 p.n.e. »
216 p.n.e. »
215 p.n.e. »
214 p.n.e. »
213 p.n.e. »
207 p.n.e.

## Wydarzenia
- 21 czerwca – nad Jeziorem Trazymeńskim odbyła się jedna z większych bitew drugiej wojny punickiej między armią kartagińską pod wodzą Hannibala a armią republiki rzymskiej. Armia Hannibala odniosła druzgocące zwycięstwo.
- 22 czerwca – wojska egipskie pokonały Seleucydów w bitwie pod Rafią.
- W Rzymie po raz pierwszy odbyły się Saturnalia.

## Zmarli
- 21 czerwca – Gajusz Flaminiusz Nepos,  rzymski polityk